# 米尔科·桑迪奇
米尔科·桑迪奇（羅馬化：Mirko Sandić，1942年5月9日—2006年12月24日），塞尔维亚男子水球运动员。他曾代表南斯拉夫国家队参加1960年、1964年、1968年和1972年夏季奥林匹克运动会水球比赛，获得一枚金牌和一枚银牌。